# Campionato Nazionale 1925-1926
La stagione 1925-1926 è stato l'undicesimo Campionato Nazionale, e ha visto campione l'Hockey Club Davos.

## Gruppi

### Serie Est
| Davos 27 dicembre 1925 | Davos | 7 – 0 referto | Akademischer EHC Zürich |  |

### Serie Ovest
| Gstaad 9 gennaio 1926 | Rosey-Gstaad | 6 – 1 referto | Château-d'Œx |  |

## Finale
| 11 febbraio 1926 | Davos | 4 – 2 referto | Rosey-Gstaad |  |

## Verdetti
| Campionato Nazionale 1925-1926 | Campionato Nazionale 1925-1926 |
| ------------------------------ | ------------------------------ |
| Campionato Nazionale           | Davos                          |